# Lutz Stratmann

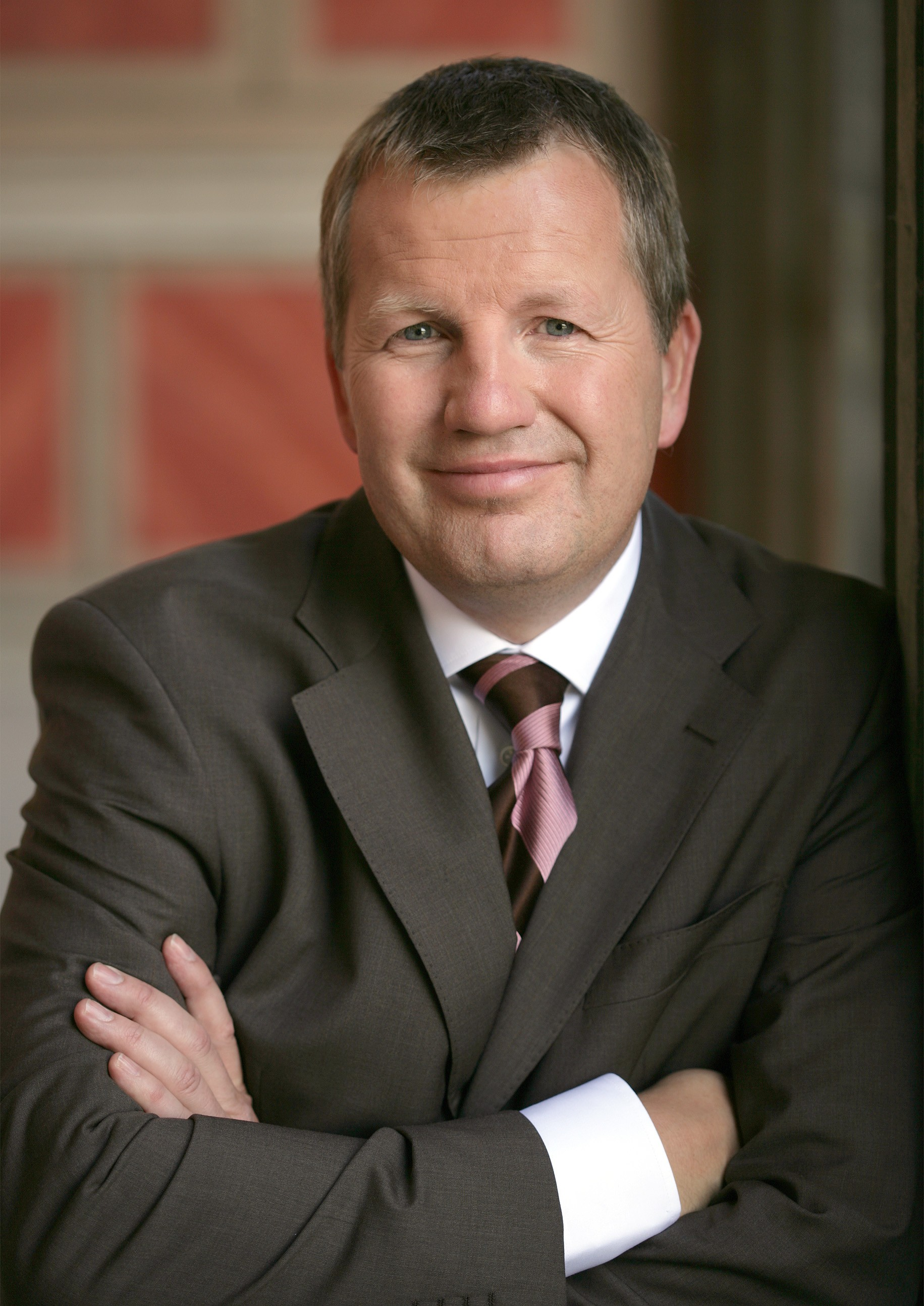
Lutz Stratmann

Lutz Stratmann (* 1. Juni 1960 in Oldenburg) ist ein deutscher Politiker (CDU), selbständiger Rechtsanwalt und Unternehmensberater. Er war von 1994 bis 2008 und von 2010 bis 2013 Mitglied des Niedersächsischen Landtags sowie von 2003 bis 2010 niedersächsischer Minister für Wissenschaft und Kultur.

## Beruflicher Werdegang
Nach dem Abitur leistete Stratmann seinen Wehrdienst ab, er ist Reserveoffizier. Von 1982 bis 1988 studierte er Rechtswissenschaften an der Westfälischen Wilhelms-Universität in Münster. Er war als Referendar in Oldenburg und Kapstadt tätig. Von 1990 bis 1994 war er Leiter des Referates für Kabinettsangelegenheiten in der Staatskanzlei des Landes Sachsen-Anhalt. 1994 wurde Stratmann in den Niedersächsischen Landtag gewählt. Im selben Jahr ließ er sich in Oldenburg als selbstständiger Rechtsanwalt nieder. 2003 erfolgte seine Ernennung zum Niedersächsischen Minister für Wissenschaft und Kultur. Mit Beendigung seiner Ministertätigkeit 2010 nahm Stratmann wieder seine Tätigkeit als Rechtsanwalt auf. Mit den Schwerpunktthemen Umwelt- und Energierecht, Recht der erneuerbaren Energien ist Stratmann insbesondere im Bereich der Projektentwicklung erneuerbarer Energien tätig. Im Bereich „Umweltrecht: Nachhaltigkeitsrecht – Energie, Ressourcen, Umwelt“ hat Stratmann einen Master of Laws (LL.M) erworben. Seit September 2014 ist Stratmann zudem Geschäftsführer der Demografieagentur für die Wirtschaft GmbH in Hannover. Ziel der durch die Sozialpartner getragene Unternehmensberatung ist es, Organisationen in privater und öffentlicher Trägerschaft bei der Entwicklung und Umsetzung neuer Ideen, Haltungen und Lösungen angesichts des demografischen Wandels, der Digitalisierung, des Klimawandels und anderer aktueller gesellschaftlicher Herausforderungen zu unterstützen.

## Politik
Während seines Studiums und Referendariats war Stratmann aktives Mitglied der CDU und der Jungen Union (JU). Seit 1982 gehört er dem Vorstand des CDU-Landesverbandes Oldenburg an. Von 1990 bis 2012 war er Mitglied im Landesvorstand der CDU in Niedersachsen. Von 2000 bis 2009 war er Vorsitzender des CDU-Kreisverbandes Oldenburg.
1994, 1998 und 2003 wurde Stratmann in den Niedersächsischen Landtag gewählt. Bis zur Ernennung als Minister gehörte er dem Ausschuss für Wissenschaft und Kultur und dem Rechtsausschuss an. Zudem war er Vorsitzender des Unterausschusses „Justizvollzug und Straffälligenhilfe“. Von 1998 bis 2003 war er rechtspolitischer Sprecher der CDU-Landtagsfraktion. Zusätzlich zu seiner Tätigkeit als Landtagsabgeordneter gehörte er von 1996 bis 2003 dem Stadtrat Oldenburgs an. Dort leitete er den Wirtschafts- und Finanzausschuss sowie den Kulturausschuss.
Am 4. März 2003 wurde Stratmann zum Niedersächsischen Minister für Wissenschaft und Kultur ernannt. Er setzte sich in dieser Stellung für Studiengebühren und einer Stärkung der Selbstständigkeit der Hochschulen ein. Am 9. Dezember 2005 wurde durch den Landtag die Erhebung eines Studienbeitrags ab dem ersten Semester zum Sommersemester 2007 beschlossen.
Gegen diese Entscheidung gab es unter den Studierendenschaften der niedersächsischen Hochschulen immer wieder massive Proteste. Während der Amtszeit von Stratmann wurde, mit der „European Medical School“ in Oldenburg, die Gründung einer dritten medizinischen Hochschule sowie die „Neugründung“ der Leuphana-Universität in Lüneburg auf den Weg gebracht. Auch die Gründung des Energie-Forschungszentrum Niedersachsen, des Instituts für frühkindliche Bildung in Osnabrück und eine Stärkung der Windenergie- und Meeresforschung fällt in Stratmanns Amtszeit. Umstritten war die Gründung der Niedersächsischen Technischen Hochschule als Dach der technischen Fakultäten der Universitäten Hannover, Braunschweig und Clausthal-Zellerfeld, da in Hannover die Sorge bestand, dass diese Gründung für die Geisteswissenschaften mit Nachteilen verbunden sein könnte. Politisch werden Stratmann Anteile am Erfolg der Universität Göttingen zugeschrieben, sich bei der ersten Runde der Exzellenzinitiative als sog. „Eliteuniversität“ durchgesetzt zu haben.
Bei der Landtagswahl 2008 verlor Stratmann sein Direktmandat und wurde auch nicht über die Landesliste gewählt. Als zentraler Grund für den Verlust des Wahlkreises wird die Politik des von der CDU ins Rennen geschickten und seit 2006 amtierenden Oldenburger Oberbürgermeisters Gerd Schwandner gesehen. Dieser brach sein wichtigstes Wahlversprechen, den Bau eines innerstädtischen Einkaufszentrums zu verhindern, und begründete dies mit dem vorhandenen Vertrag zwischen Bauherrn und Stadt. Das führte zum Bruch der schwarz-grünen Koalition im Stadtrat. In Teilen der Bevölkerung wurde daher die Forderung laut, Stratmann dafür bei der Landtagswahl zu bestrafen.
Am 16. März 2010 rückte Stratmann für Hennig Brandes in den Landtag nach; am 27. April 2010 wurde Stratmann im Zuge einer Kabinettsumbildung durch Johanna Wanka abgelöst und schied aus der Regierung aus. Bei der Landtagswahl 2013 trat er nicht wieder an.

## Weitere Mitgliedschaften
- Stratmann war bis 2014 Vorsitzender des Kuratoriums der VolkswagenStiftung und bis 2010 Vorsitzender des Aufsichtsrates der Niedersächsischen Staatstheater Hannover GmbH, Vorsitzender des Verwaltungsrates des Kuratoriums von OFFIS e. V., Vorsitzender im Stiftungsrat des Hanse-Wissenschaftskolleg sowie bis 2014 Vorsitzender des Stiftungsrates der Öffentlichen Versicherungen Oldenburg
- Ferner war er Mitglied im Deutschen Nationalkomitee für Denkmalschutz, Mitglied im Aufsichtsrat der Bremer Landesbank, Mitglied im Senat der Stiftung Niedersachsen sowie bis 2019 Vorstandsmitglied des Energieforschungsinstituts „Next Energy“ in Oldenburg.
- Bis 2006 gehörte er dem Aufsichtsrat des Diakonischen Werks der ev.-luth. Kirche in Oldenburg und dem Aufsichtsrat des VfB Oldenburg an. Seit 2013 ist er Vorsitzender der Bildungsstiftung des Offizialats Vechta.
- Stratmann ist Mitglied des Aufsichtsrats der Transformationsagentur Niedersachsen.
- Mitglied im Vorstand des Landesverbandes Erneuerbare Energien Niedersachsen/Bremen (LEE)[4]